# Цимбал Сергій Володимирович
Сергі́й Володи́мирович Ци́мбал (26 лютого 1986, смт Ставище, Київська область, УРСР — 7 жовтня 2014, Дебальцеве, Донецька область, Україна) — український військовик, вояк батальйону «Київська Русь» Збройних сил України. Колишній працівник прокуратури. Герой України (посмертно).

## Життєпис
Цимбал Сергій Володимирович народився 26 лютого 1986 року в смт Ставище, Київська область.
Навчався у Ставищенському НВК «ЗОШ І-ІІІ ступенів — юридичний ліцей» № 2 імені Паланського. Під час навчання в школі грав у футбол та освоював бойове мистецтво джиу-джитсу в спортивному клубі самозахисту «Колос». Неодноразово брав участь у районних та обласних змаганнях, чемпіонатах України з джиу-джитсу, посівши ІІ місце у 2000 році та І у 2001 році. В тому ж 2001 році він здобув ІІІ місце на Міжнародному турнірі «Слава Переяславщині».
Вищу освіту здобув у Національному університеті державної податкової служби України м. Ірпінь на факультеті податкової міліції, де в 2006 році отримав дипломи бакалавра та спеціаліста за спеціальністю «Юрист», спеціалізація «Оперативно-розшукова діяльність». Паралельно закінчив у 2007 році заочне відділення академії юридичного факультету за спеціальністю «Юрист» та отримав диплом зі спеціалізацією «Фінансове право». Під час навчання був учасником параду військ до Дня Незалежності України та Дня Перемоги над фашистськими загарбниками, яке проходило на Майдані Незалежності в м. Києві, за що нагороджувався грамотами Міністра Оборони. Представляв збірну академії з кікбоксингу та рукопашного бою. У 2003 році здобув І місце у І-му Всеукраїнському турнірі з джиу-джитсу; у 2005 році — І місце у відкритому чемпіонаті та першості м. Києва з кікбоксингу, ІІІ місце — у змаганнях відкритого Кубку Управління державної охорони України з рукопашного бою, ІІ місце — у відкритого чемпіонаті та першості м. Києва з кікбоксингу.
Після закінчення академії в 2007 року проходив піврічну підготовку в Марселі — у Французькому легіоні.
В період з 2006 по 2007 рр. працював оперуповноваженим Відділу податкової міліції Білоцерківського відділу ДПА в Київській області.
З 2008 року Цимбал С. В. проходив стажування в приватній адвокатській конторі в м. Києві, працюючи на посаді помічника адвоката.
20 листопада 2010 року Сергій одружився з Цимбал Лілією Олександрівною (Козлюк). 18 вересня 2011 року у нього народився син Олександр.
У 2010—2011 рр. Цимбал С. В. працював у Відділі податкової міліції ДПІ в Обухівському районі Київської області на посаді оперуповноваженого Відділу боротьби з незаконним обігом товарів.
У 2010—2012 рр. здобув третю вищу освіту в Національному юридичному університеті імені Ярослава Мудрого (м. Харків) на заочному відділенні судово-прокурорського факультету.
В період з 2012 по 2013 рр. після завершення навчання рік працював слідчим у прокуратурі міста Краснодоні Луганської області на посаді слідчого районної прокуратури.
З 2013 по 2014 рр. — по переведенню працював у Дніпровській екологічній прокуратурі (м. Черкаси) на посаді прокурора, звідки звільнився під час Революції гідності.
Із початком російсько-української війни чотири рази звертався до військового комісаріату з проханням бути мобілізованим, але отримав відмову. 21 липня 2014 року записався добровольцем у Збройні Сили України на підставі Наказу Президента України № 607 у військову частину В0676 25 добровольчого батальйону територіальної оборони «Київська Русь». Мав військове звання рядовий солдат, обіймав посаду номера обслуги стрілецького відділення 1 стрілецького взводу 1 стрілецької роти, був розвідником. Військову підготовку на полігоні Сергій проходив 1,5 місяці в смт Десна Козелецького району Чернігівської області. Мав позивний «Легіонер».
24 серпня 2014 року на День Незалежності України відправився в зону проведення Антитерористичної операції в м. Дебальцево Артемівського району Донецької області, займав передову позицію біля с. Новогригорівка.
З 16 по 26 вересня 2014 року Сергій перебував у короткій відпустці, під час якої за власні кошти придбав автомобіль «Мітсубісі Паджеро», пригнаний друзями з Латвії, та переобладнав його під потреби АТО, зібрав провізію та ним відправився в АТО.
7 жовтня 2014 року Сергій Цимбал та ще три солдати пішли у розвідку й потрапили в засідку російських спецпризначенців (близько 15 осіб). Він загинув, прикривши собою відхід розвідувальної групи. Потрапишви в оточення з усіх сторін, Сергій Цимбал вибіг на горбок, відволікши увагу терористів, тим часом розвідгрупа відійшла. Сергій до останнього відстрілювався кулеметом, ціною власного життя врятував бойових побратимів. Йому було 28 років. За словами побратимів, він був душею батальйону.
Поховали Цимбала Сергія Володимировича на центральному кладовищі 10 жовтня 2014 року в селищі Ставище.
Залишилися дружина Лілія та син Олександр..

## Нагороди
- Президент України присвоїв Сергію Цимбалу звання Герой України з удостоєнням ордена «Золота Зірка» (13 листопада 2015, посмертно) — «за виняткову особисту мужність, героїзм і самопожертву, виявлені у захисті державного суверенітету та територіальної цілісності України, вірність військовій присязі»[3][2].

## Ушанування пам'яті
Побратими 25 БТО провели Сергія Цимбала в останню путь.
В НВК № 2, де навчався Сергій, вчителі та учні 6 грудня 2014 року відкрили меморіальну дошку.
В лютому 2015 року в Ставищенському НВК № 2 проведено турніри пам'яті Сергія Цимбала з футболу, волейболу та баскетболу.
Проєкт «Діти Героїв». Участь Цимбала Олександра, розповідь про Татуся — Героя Цимбала Сергія.
До 29 дня народження Сергія вчителі школи, де навчався, присвятили відео.
19 квітня 2015 року стелу пам'яті загиблим воїнам АТО та Героям Небесної Сотні відкрили в Ірпені біля НУДПСУ.
26 квітня 2015 року на території навчально-тренувального центру Збройних Сил України «Десна» біля «12-ї казарми» відбулося урочисте відкриття Меморіалу пам'яті бійцям 25-го батальйону «Київська Русь», загиблим при обороні України від російсько-терористичної агресії.
В кінці квітня 2015 року на Львівщині біля монастиря за ініціативи отця капелана Романа, який підтримував бійців 25 БТО «Київська Русь» відкрито меморіальну дошку із зображенням 25 загиблих бійців батальйону та також висаджено 25 молодих дерев.
В Музеї України у Другій Світовій війні до 9 травня 2015 року відкрито куточок з особистими речами солдата Цимбала Сергія.
Вулиця Радянська в смт Ставище перейменована на вулицю Сергія Цимбала.
Редакція ЛІГАБізнесІнформ вшановує пам'ять 10 українських Героїв, Сергія Цимбала в тому числі.
Восени 2015 року друзі та однодумці Сергія по спорту заснували Громадську організацію «БЛАГОДІЙНИЙ ФОНД СПРИЯННЯ РОЗВИТКУ ПРОФЕСІЙНИХ ТА АМАТОРСЬКИХ ВИДІВ СПОРТУ ІМЕНІ СЕРГІЯ ЦИМБАЛА».
На початку листопада 2015 року на Чемпіонаті світу зі спортивної боротьбив Туреччині та на початку грудня в Угорщині на Кубку світу з панкратіону Максим Петренко (голова ГО "Спортивна нація м. Фастів) посів призові місця, присвятивши свої перемоги земляку-спортсмену Цимбалу Сергію.
11 березня 2015 року проведено турнір пам'яті Сергія Цимбала та Героїв Небесної Сотні в с. Журавлиха Ставищенського району.
10 жовтня 2015 року в НУДПСУ під гаслом «Стань пліч-о-пліч з „Легіонером“ — доторкнися до небесної легенди» відбувся Всеукраїнський відкритий турнір з панкратіону (розділ гремплінг-ГІ) пам'яті Сергія Цимбала.
17 жовтня 2015 року в НУДПСУ під гаслом «Стань пліч-о-пліч з „Легіонером“ — доторкнися до небесної легенди» відбулася матчева зустріч з боксу пам'яті Сергія Цимбала Ірпінь-Киів.
Сюжет про турніри пам'яті Сергія Цимбала в «Чоловічому клубі» з Дмитром Лазуткіним.
15 листопада 2015 року відбувся Турнір з кікбоксингу пам'яті Сергія Цимбала.
Відео про життєвий шлях від початку і до кінця Сергія Цимбала.
26 лютого 2016 року до 30-го Дня народження Сергія Цимбала курсанти факультету Податкової міліції, на якому Сергій навчався, відреставрували спортзал, де він тренувався.
26 лютого 2016 року до 30-го Дня народження Сергія Цимбала в НУДПСУ провели Вечір пам'яті.
26 лютого 2016 року до дня народження учня-Героя АТО в Ставищенському НВК № 2 проведено турнір з баскетболу.
«Небесна гвардія» — Цимбал Сергій.
«Книга пам'яті полеглих за Україну» — Цимбал Сергій.
5 грудня 2015 року — «Факти» про Героя України Сергія Цимбала.
10 лютого 2016 року у Полтавському академічному обласному українському музично-драматичному театрі імені М. В. Гоголя відбулася 13-та церемонія нагородження орденом «Народний герой України» — Сергія нагороджено посмертно.
На початку травня 2016 року в Києві біля Генеральної прокуратури відкрито меморіальну дошку честі Сергія Цимбала.
Його портрет розміщений на меморіалі «Стіна пам'яті полеглих за Україну» у Києві: секція 4, ряд 2, місце 41